# Peider Lansel
Peider Lansel (n. 15 august 1863 - d. 8 decembrie 1943) a fost un poet elvețian de limbă romanșă. Îi este cunoscut meritul de a fi reînviat limba romanșă ca limbă literară.